# Phaeoisaria aguilerae
Phaeoisaria aguilerae är en svampart som beskrevs av R.F. Castañeda, S. Velásquez & Cano 2002. Phaeoisaria aguilerae ingår i släktet Phaeoisaria, divisionen sporsäcksvampar och riket svampar.   Inga underarter finns listade i Catalogue of Life.